# Portrék a magyar statisztika és népességtudomány történetéből
A Portrék a magyar statisztika és népességtudomány történetéből a Központi Statisztikai Hivatal Könyvtár által 2014-ben megjelentetett életrajzi lexikon.

## Előzményei
A KSH Könyvtárban 1966-ból maradtak fenn az első feljegyzések egy statisztikus-életrajzi lexikon előkészítéséről, ám ez a munka már az anyaggyűjtés fázisában elakadt. 1977-ben a Magyar Közgazdasági Társaság Statisztikai Szakosztálya Statisztikatörténeti Szakcsoportjának vándorülésén jelentették be, hogy a Központi Statisztikai Hivatal statisztikatörténeti lexikon kiadását tervezi. A kezdeményezés azonban elhalt; a Thirring Lajos hagyatékában lévő leveleken és két szócikktervezeten kívül nem ismeretes egyéb, a könyvhöz köthető dokumentum. A Tanulmányok a magyar statisztikai szolgálat történetéből című, 1998-ban napvilágot látott gyűjteményes kötet szerkesztői, Dányi Dezső és Nyitrai Ferencné szintén bejelentették egy, „a legjelentősebb magyar statisztikusok munkásságát” taglaló kiadvány elkészítésének szándékát, a folytatásnak azonban ebben az esetben sincs nyoma.
Külföldön is csak kevés hasonló témájú kötet készült. A William és Renee Petersen által szerkesztett Dictionary of Demography 1985-ben két kötetben, rövid, kizárólag a legfontosabb információkra szorítkozó szócikkekben közölte a népességtudomány élő és elhunyt kiválóságainak életrajzait. A gyűjteménybe ötven magyar szakember adatait vették fel. A Statisticians of the Centuries című, 2001-ben napvilágot látott kötet cikkei elsősorban a matematikai irányultságú életműveket tárgyalják. A magyar tudósok közül Jordán Károly került be a lexikonba. A nemzeti vállalkozások közül a lengyel statisztikai hivatal és a lengyel statisztikai társaság közös kiadásában 2012-ben megjelent Statystycy polscy a legközelebbi példa, amely levéltári források, személyi iratok és az elérhető szakirodalom alapján nyolcvanöt, már elhunyt szakember életútját mutatja be.

## Szerkesztése és kiadása
A lexikon gondolatát 2009 novemberében elevenítette fel Nemes Erzsébet, a KSH Könyvtár akkori főigazgatója. Az általa összehívott szerkesztőbizottság (Fenyvesi Lászlóné, Jasperné Darvas Mária, Lencsés Ákos, Marton Ádám és Rettich Béla) dolgozta ki a kötet első koncepcióját, állított össze és osztott fel a szerzők között egy száz-száz statisztikus és demográfus nevét tartalmazó listát, illetve indította meg az anyaggyűjtést. A 2013-ban felállt második szerkesztőbizottság (Rózsa Dávid főszerkesztő mellett Bedecs Éva, Derzsy Márk, Kovács Csaba, Nádudvari Zoltán, Pásztor Angelika és Rózsa Gábor) alakította ki a lexikonba kerülők kibővített listáját és a kötet végleges koncepcióját. Az életrajzok anyaga végül hatvanöt szerző, összesen közel százkilencven ember együttműködésének eredményeként készült el.
A kötet kiadását a Központi Statisztikai Hivatal és a Nemzeti Kulturális Alap támogatása tette lehetővé. Bemutatójára 2014. december 11-én került sor a KSH Keleti Károly-termében Németh Zsolt elnökhelyettes, Fülöp Ágnes könyvtári főigazgató, Gazda István tudománytörténész, Holka László hivatali sajtóreferens és Rózsa Dávid részvételével.

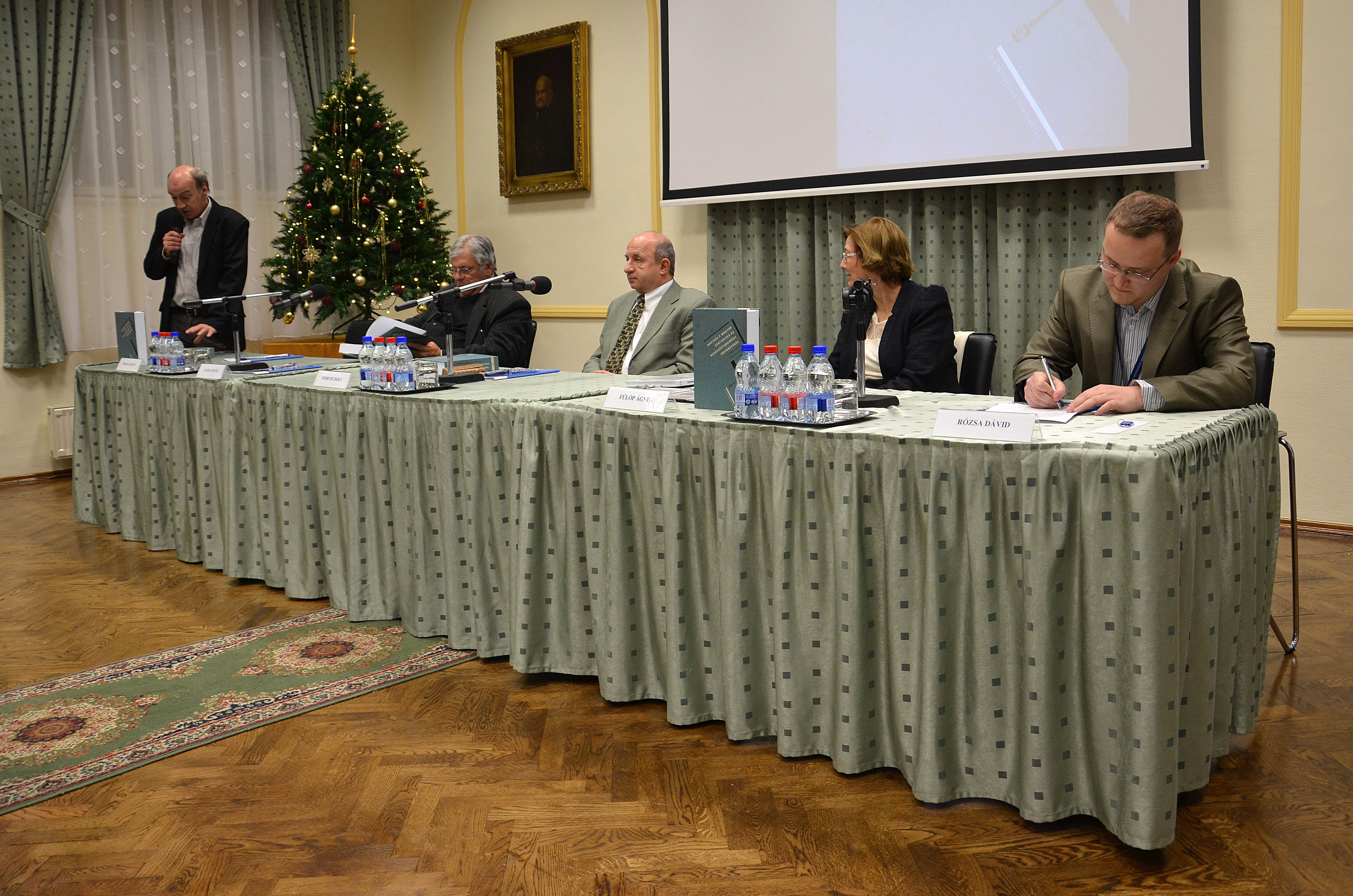
Holka László, Gazda István, Németh Zsolt, Fülöp Ágnes és Rózsa Dávid
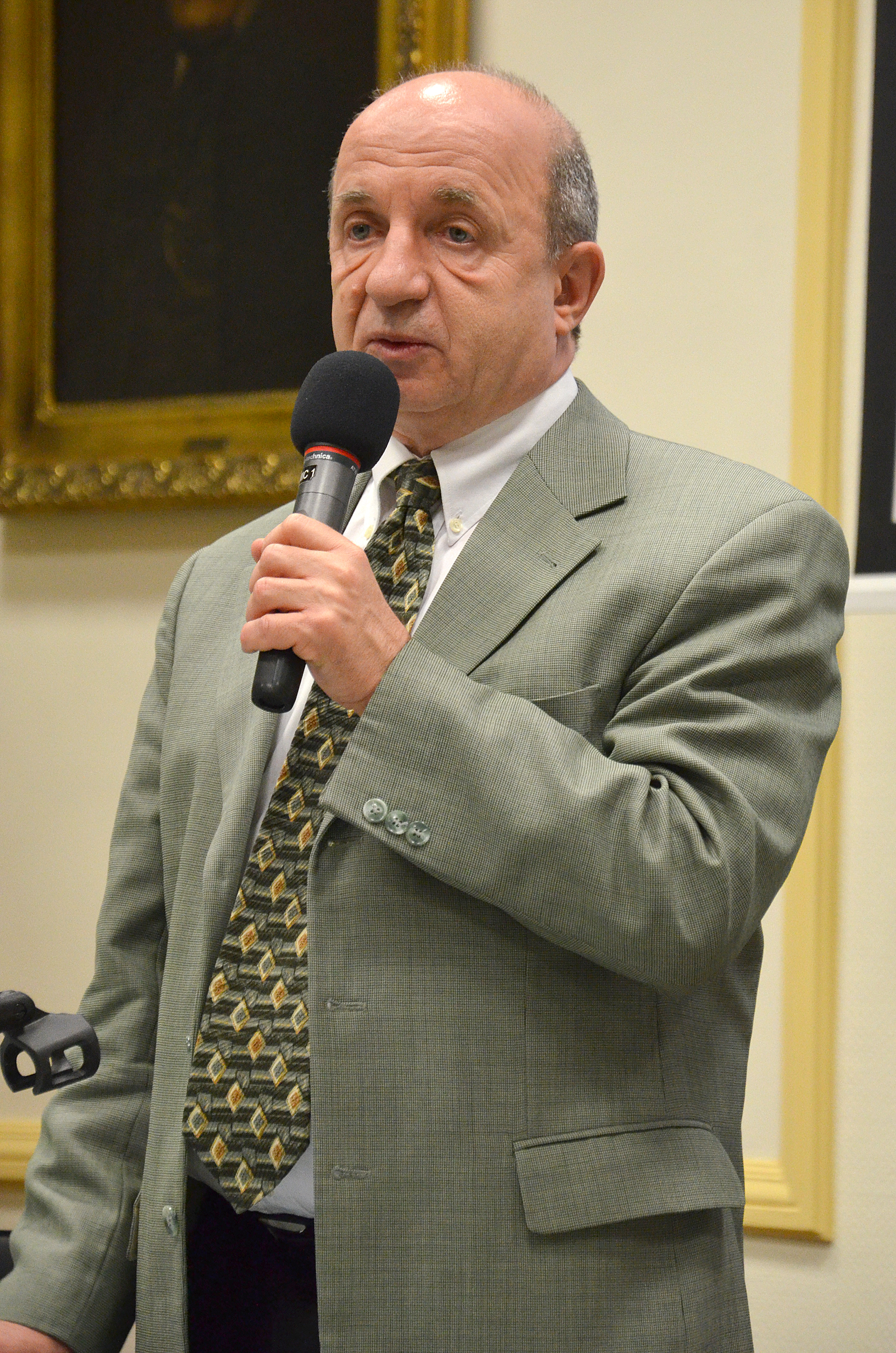
Németh Zsolt
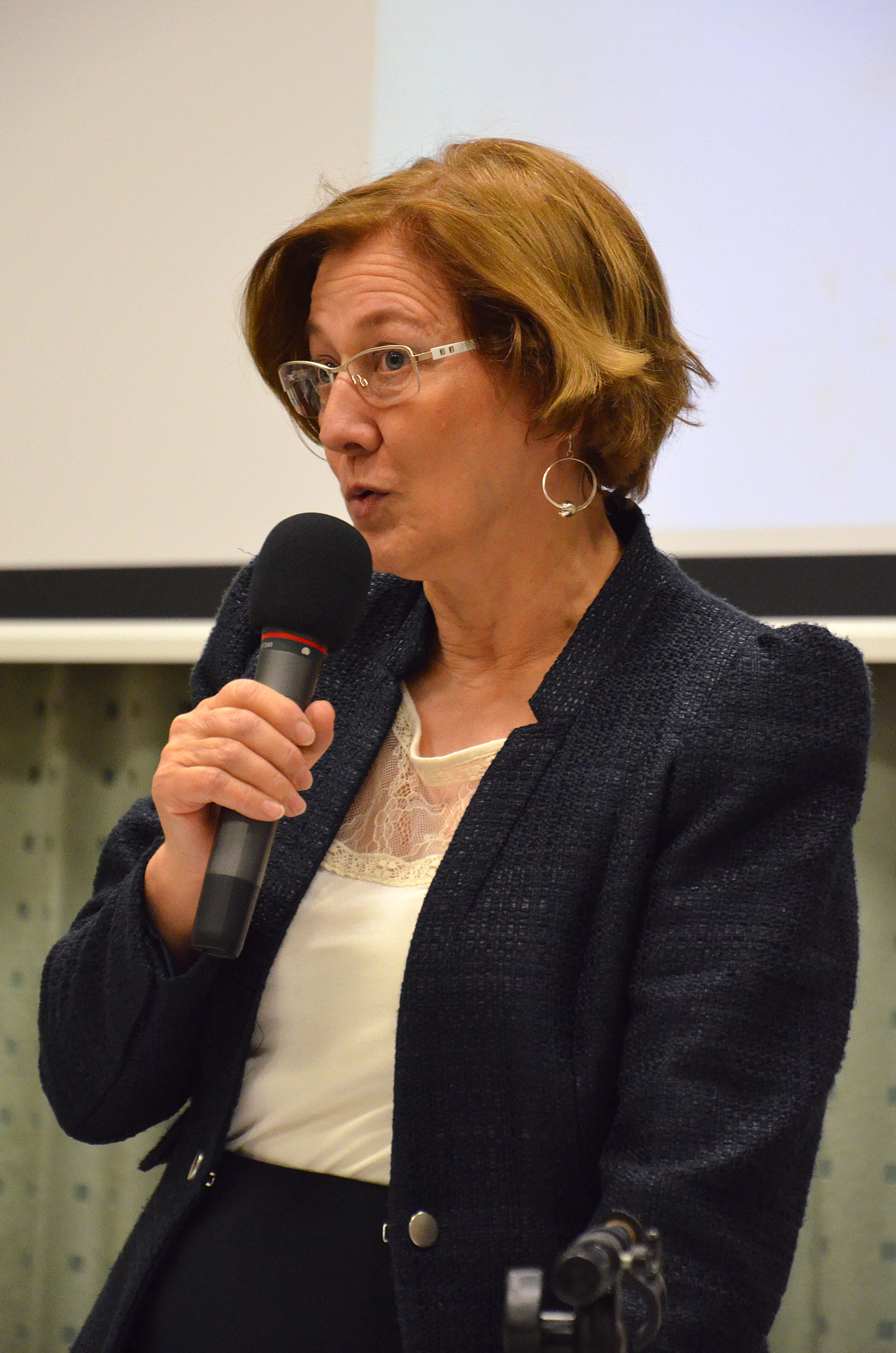
Fülöp Ágnes
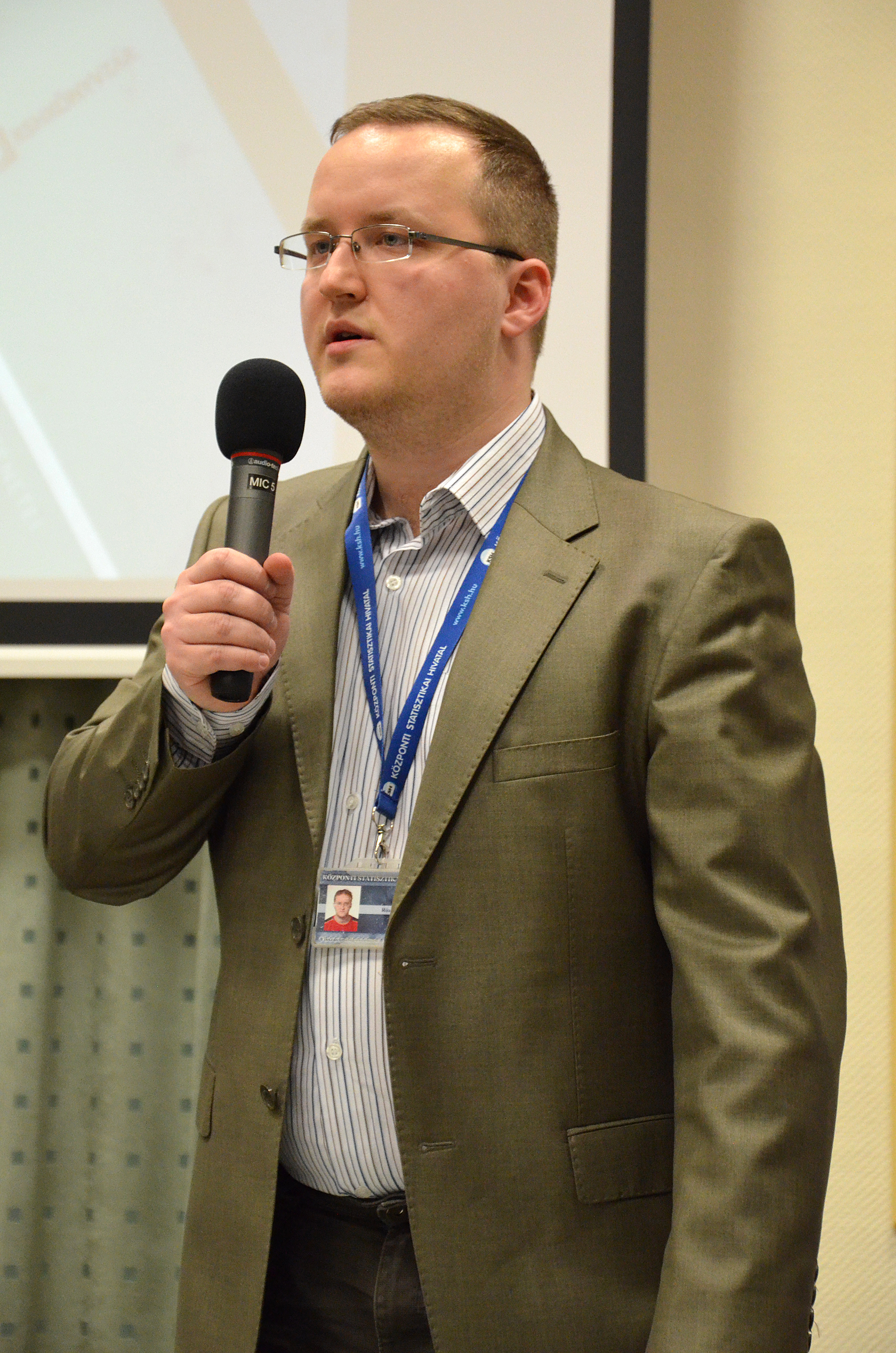
Rózsa Dávid
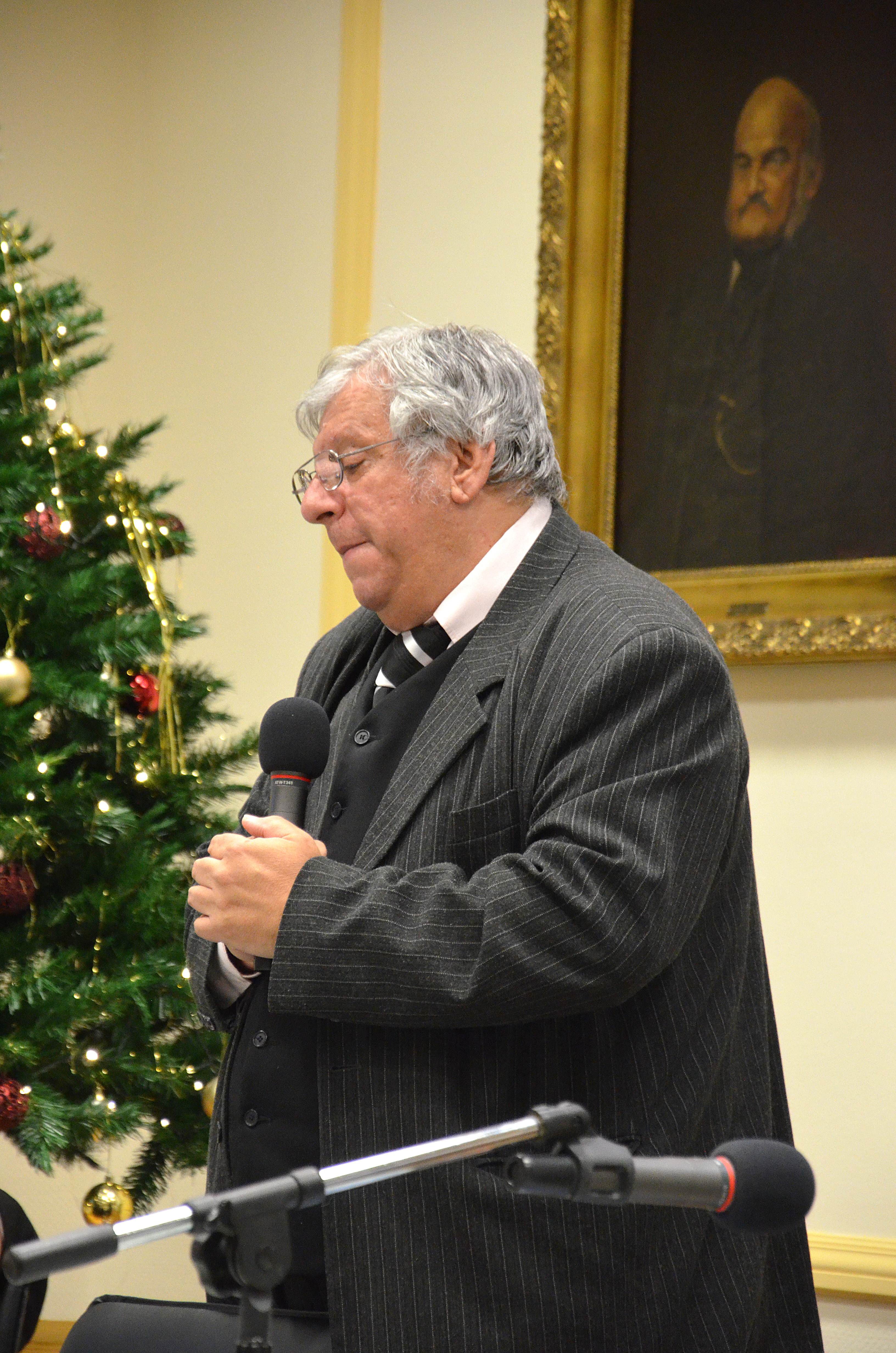
Gazda István

## Tartalma és felépítése
A lexikon előszavát és szerkesztői bevezetőjét Rózsa Gábor négyrészes tanulmánya követi, amely képet ad a magyarországi statisztika történetéről a legkorábbi kezdetektől. Bemutatja az első hazai összeírásokat és az egyházi felméréseket, a professzionális statisztika kezdeteit, a hivatalos statisztika szerveit, végül a közép- és a felsőfokú statisztikaoktatás évszázadait.
A kötet fő része négyszáztíz életrajzot tartalmaz a 16. századtól a kiadás évéig eltelt fél évezredből. A szerkesztők a statisztikát és a demográfiát hivatásszerűen művelő szakemberek és előfutáraik mellett mindazokat igyekeztek felvenni a válogatásba, akik egyéb szempontból jelentős (orvosi, mérnöki, biológusi, biztosításmatematikusi, büntetőjogászi vagy akár sporttörténészi) munkásságuk során alkotó módon használták fel a statisztikai módszereket, megkerülhetetlenek az adatok vizualizációjának történetében, vagy fontos szerepet játszottak a statisztikai kultúra hazai elterjesztésében, népszerűsítésében. A szócikkekhez a szakirodalmon kívül sok elsődleges forrást is felhasználtak; számos életrajzi tényt derítettek ki vagy pontosítottak levél- és irattári anyagok, egyházi anyakönyvek, temetői nyilvántartások és síremlékek segítségével.
A függelékben található válogatott bibliográfia áttekinti a magyar statisztikatörténeti szakirodalmat, a tárgymutató pedig témakörök szerint osztja be a feldolgozott életműveket.